# Marthe Dugard
Marthe Dugard (née en 1905 à Heusy-Verviers et décédée à Bruxelles en 1984) est une comédienne de théâtre belge.

## Biographie
Née en 1905 à Heusy en Belgique, , elle reçoit une bonne éducation au sein d'une famille nombreuse et très croyante. Son père est un industriel lainier. 
Très tôt, elle est attirée par la comédie et s'inscrit au Conservatoire de Verviers. Elle joue dans des troupes amateurs dès l'âge de 16 ans. Mais ce n'est que passé l'âge de trente ans qu'elle s'investit dans sa carrière professionnelle. Le Théâtre royal du Parc à Bruxelles l'engage pour la saison 1937-38 mais la guerre modifie le paysage culturel et Marthe Dugard monte alors sa propre compagnie : les Galas Marthe Dugard. Son interprétation de Jeanne d'Arc au bûcher de Claudel et Honegger reste la plus célèbre, elle la jouera dans de nombreux pays d'Europe. En 1970, elle joue dans L'Amante anglaise de Marguerite Duras. Elle participe également à plusieurs séries dramatiques télévisées. Très active sur la scène théâtrale bruxelloise, elle jouera sa dernière pièce au Théâtre de l'Esprit Frappeur en 1984.
Elle meurt en 1984 à Bruxelles, à la suite d'un accident avec un cycliste qui la plonge dans un coma dont elle ne se réveille jamais.  

## Distinctions
La richesse de son répertoire, tant classique que contemporain et ses talents de comédienne lui valent notamment deux reconnaissances : en 1951, elle est sacrée chevalier de l'Ordre de la Couronne (Belgique) et en 1979 officier de l'Ordre de Léopold II.